# Weberbach (Trier)
Die Weberbach ist eine Straße in Trier im Stadtteil Mitte. Sie verläuft zwischen Ostallee und Konstantinplatz. An der Straße liegen die Schatzkammer der Stadtbibliothek Trier und die Konstantinbasilika. In unmittelbarer Nähe liegt auch die TUFA.

## Geschichte
Der Name leitet sich von dem gleichnamigen Bach ab, der früher durch die Straße floss und 1820/1821 überdeckelt wurde, siehe auch: Trierer Stadtbach. Im Mittelalter siedelten hier Wollweber und Wollfärber, die den Bach zum Waschen zu benutzen, wodurch er seinen Namen bekam. Die Straße ist ab 1240 als supa ripam und ab 1308 als supa ripam textorum belegt.

## Kulturdenkmäler
In der Straße befinden sich vier Kulturdenkmäler. Die Gebäude sind hauptsächlich im klassizistischen Stil erbaut. Insgesamt zeigt das Straßenbild jedoch hauptsächlich Gebäude der Nachkriegsarchitektur, da viele ehemalige Gebäude in der Straße zerstört wurden, darunter auch die gotischen Giebelhäuser an Hausnummer 63 und 64. Um 1761 entstand an der Weberbach auch die ehemalige jüdische Synagoge Triers, die im 19. Jahrhundert jedoch aufgegeben wurde, da in der Zuckerbergstraße aus Platzgründen ein Neubau errichtet wurde. An der Weberbach befand sich auch die sogenannte Spitzmühle, eine Siedlung, nach der eine Seitenstraße der Ostallee benannt ist.

### Portale und Pförtnervilla (Hausnummer 72)
Besonders erwähnenswert sind die Portale und der Pförtnerpavillon am Haus Nummer 72 von Johann Georg Wolff aus dem Jahr 1853 als Zugang zum Clementinum. Hier gestaltete Wolff zwei segmentbogige Sandsteinportale, deren Bögen auf dem Kämpferkapitell gestelzt und mit aufsitzenden Akanthusakroterien versehen sind, womit sie an ein abgegangenes Gebäude am Augustinerhof erinnern. Der Bau des Clementinums selbst wurde in barocken und frühklassizistischen Formen errichtet. Hier sticht besonders der 1848 ergänzte Professoren- und Bibliotheksbau hervor, an den Wolffs Portal anschließt. So nimmt der Portalbau von Wolff auch das vorhandene Nebeneinander von Barock und Klassizismus mit auf.
Zur gleichen Zeit errichtete Wolff das eklektisierende, in der Straßenansicht symmetrische, eingeschossige Pförtnergebäude, dessen Fassade aus einem giebelständigen Mittelteil mit flach geneigtem Satteldach besteht, dem seitlich basilikaartig schmale Seitenschiffe angefügt sind, deren oberer Abschluss in einem Zinnenkranz besteht. Die Zinnen dieses Zinnenkranzes haben dieselbe Silhouette wie das Giebelakroterion des Mittelteiles. Die Seitenschiffe zeigen wie auch die daran angrenzende Mauer vierpassartige Öffnungen, denen ein über Eck stehendes Quadrat zugrunde liegt. Der Mittelteil ist wiederum symmetrisch gegliedert und mit einer zentralen, rundbogigen Ädikula mit kannelierten korinthischen Säulen versehen, in der eine (nach der Zeichnung nicht identifizierbare) Figur steht. Links und rechts davon befindet je ein mit einer Blendarkatur überfangener segmentbogiger Eingang.
Hinter der vermeintlichen Giebelfassade eines entsprechenden symmetrischen und in die Tiefe sich erstreckenden Baukörpers findet man einen nur wenige Meter tiefen Bau, dessen Grundrissdisposition in keinem Bezug zu seiner symmetrischen Fassade steht: Die linke Gebäudehälfte besteht aus einem etwa in der Mitte geteilten großen Raum, der auch als Pförtner Gelasse bezeichnet wird. Die andere Hälfte besteht aus einem Durchgang, dessen Straßenportal wohl um der Fassadensymmetrie willen an die rechte Wand verschoben wurde. Spätestens hier zeigt sich offenbar, dass Wolff den Klassizismus zugunsten eines romantisierenden Historismus aufgegeben hatte. Wolffs frühere Gebäude waren stets in sich schlüssige Bauten, deren Grundrissdisposition klassizistisch geprägt waren.
An Hausnummer 72 war von Wolff auch der Bau einer Seminarkirche geplant. Dieser Entwurf wurde jedoch nie verwirklicht.

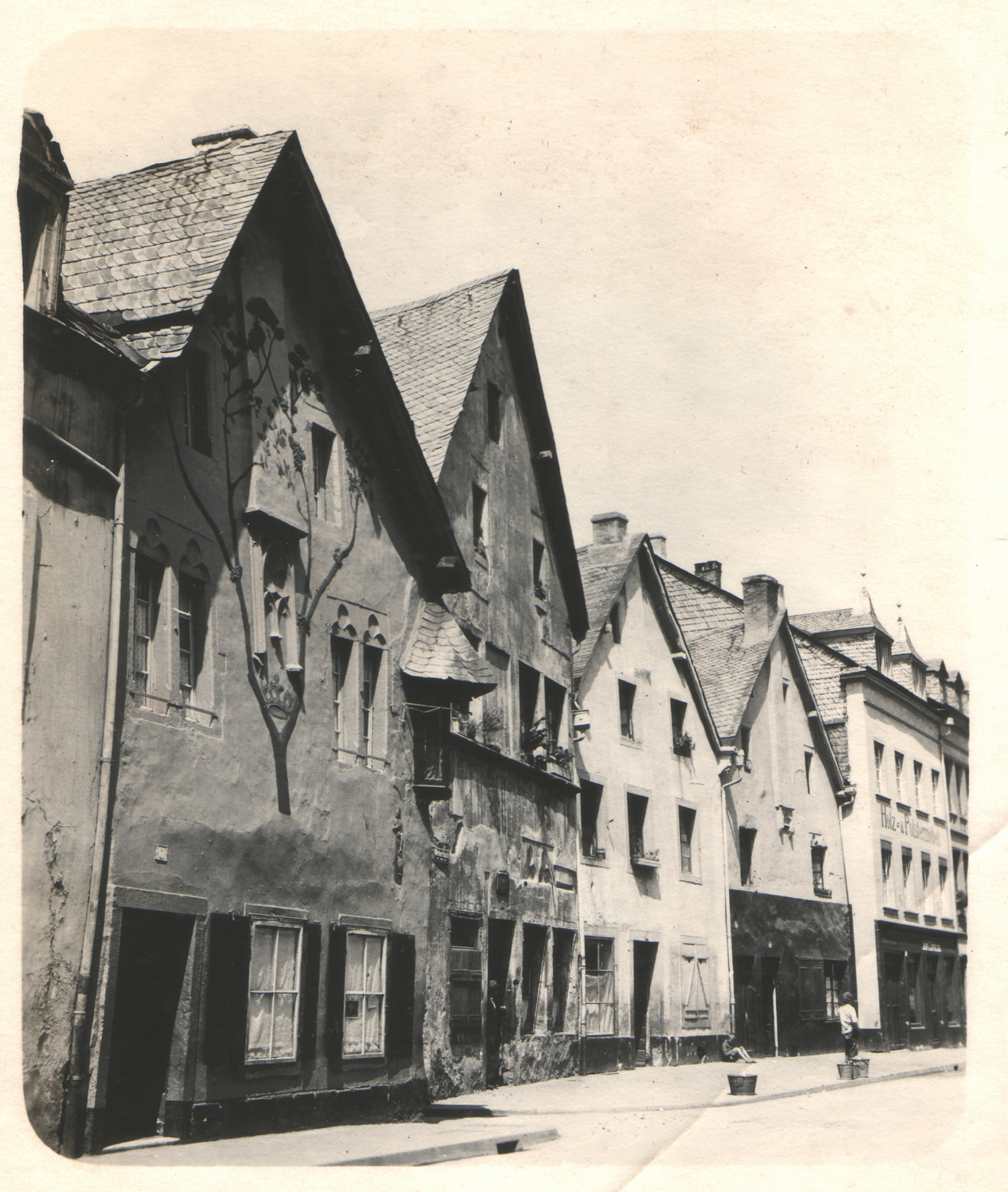
Weberbach um 1900
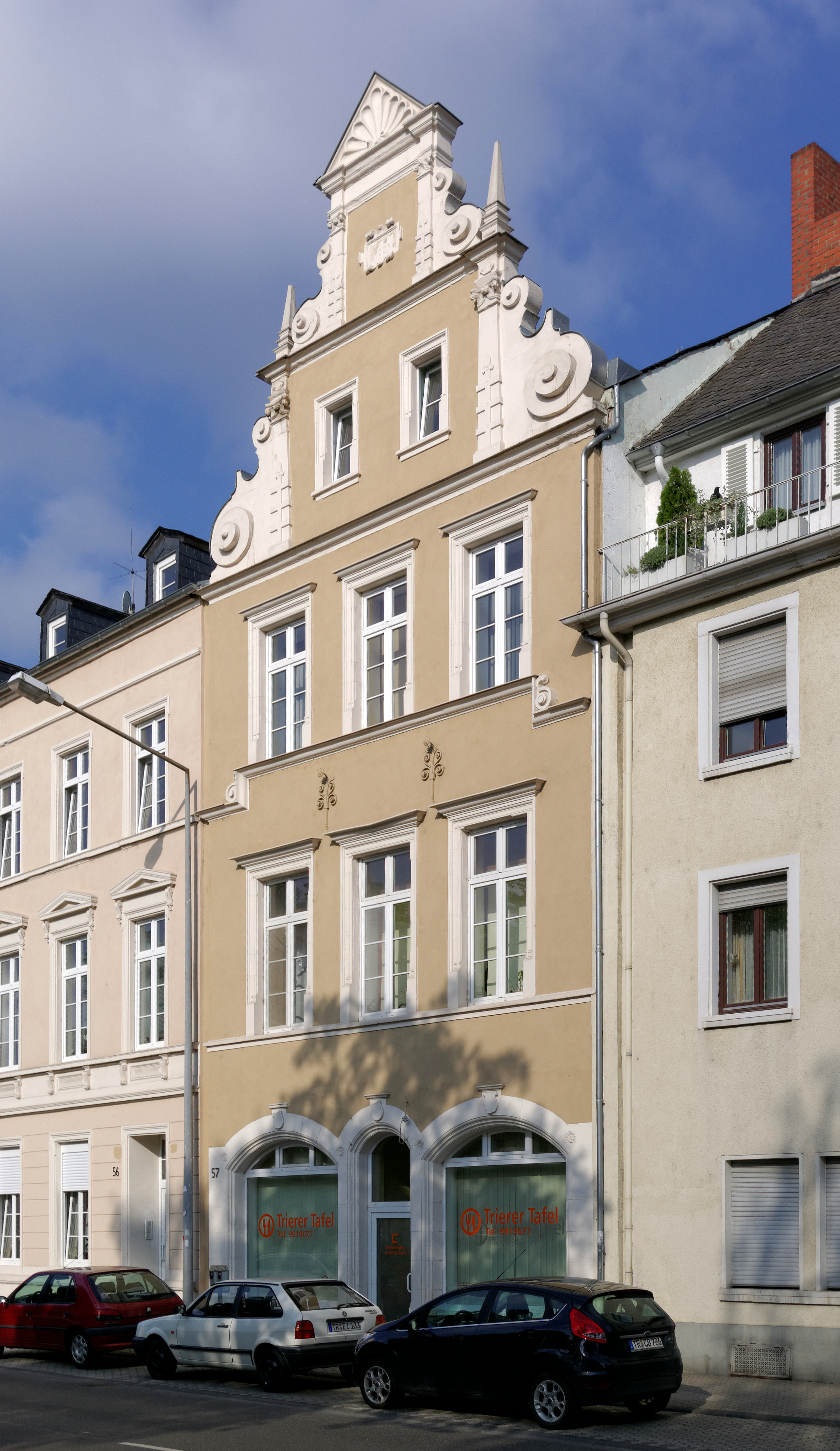
Trier, Weberbach 57, Zeilenwohn- und Geschäftshaus nach spätmittelalterlichem Vorbild und mit aufwändigem Neurenaissance-Giebel, 1902/03, Architekt Joseph Mendgen
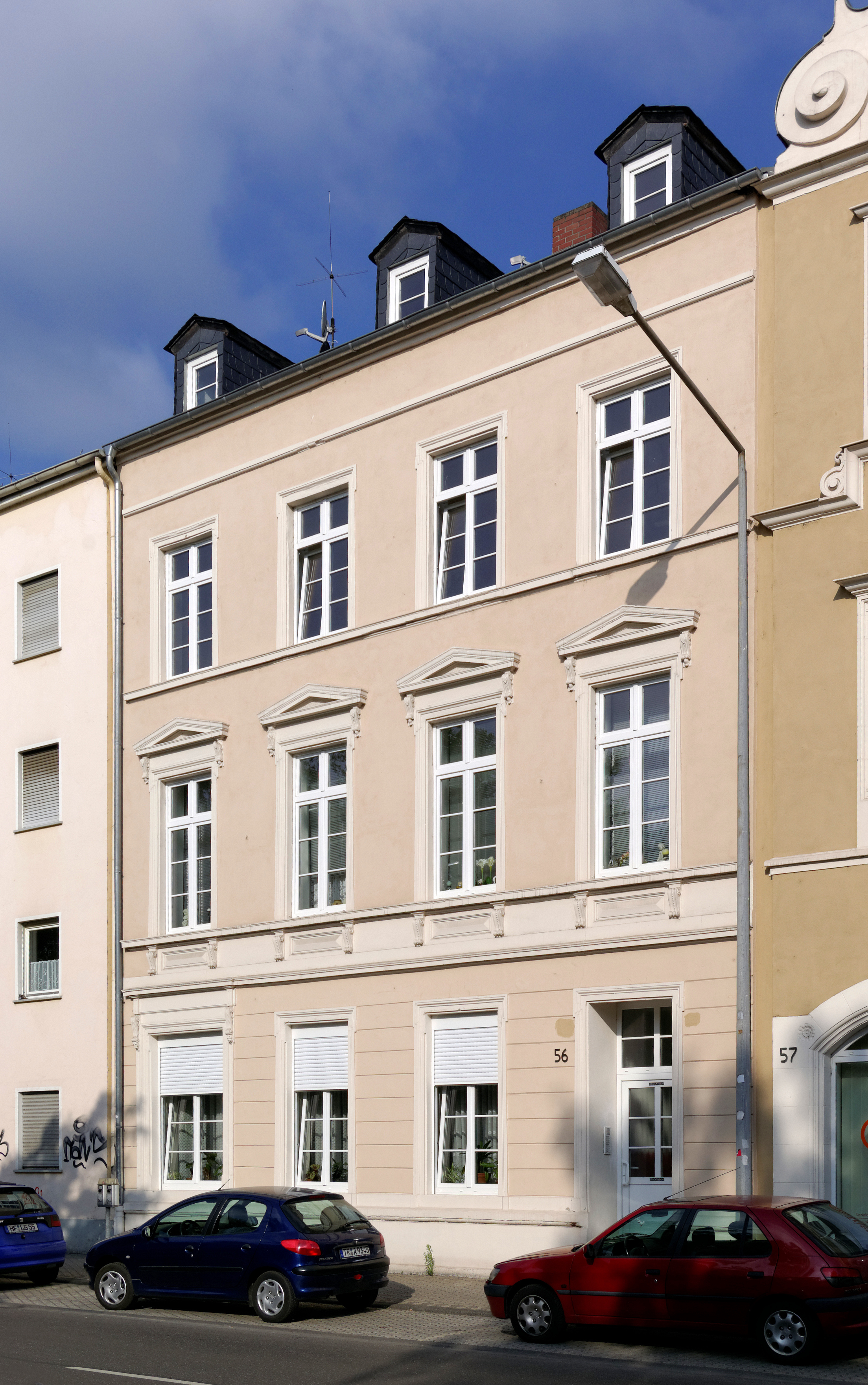
Trier, Weberbach 56, klassizisierendes Zeilenwohnhaus, 1876, Architekt Joseph Weis
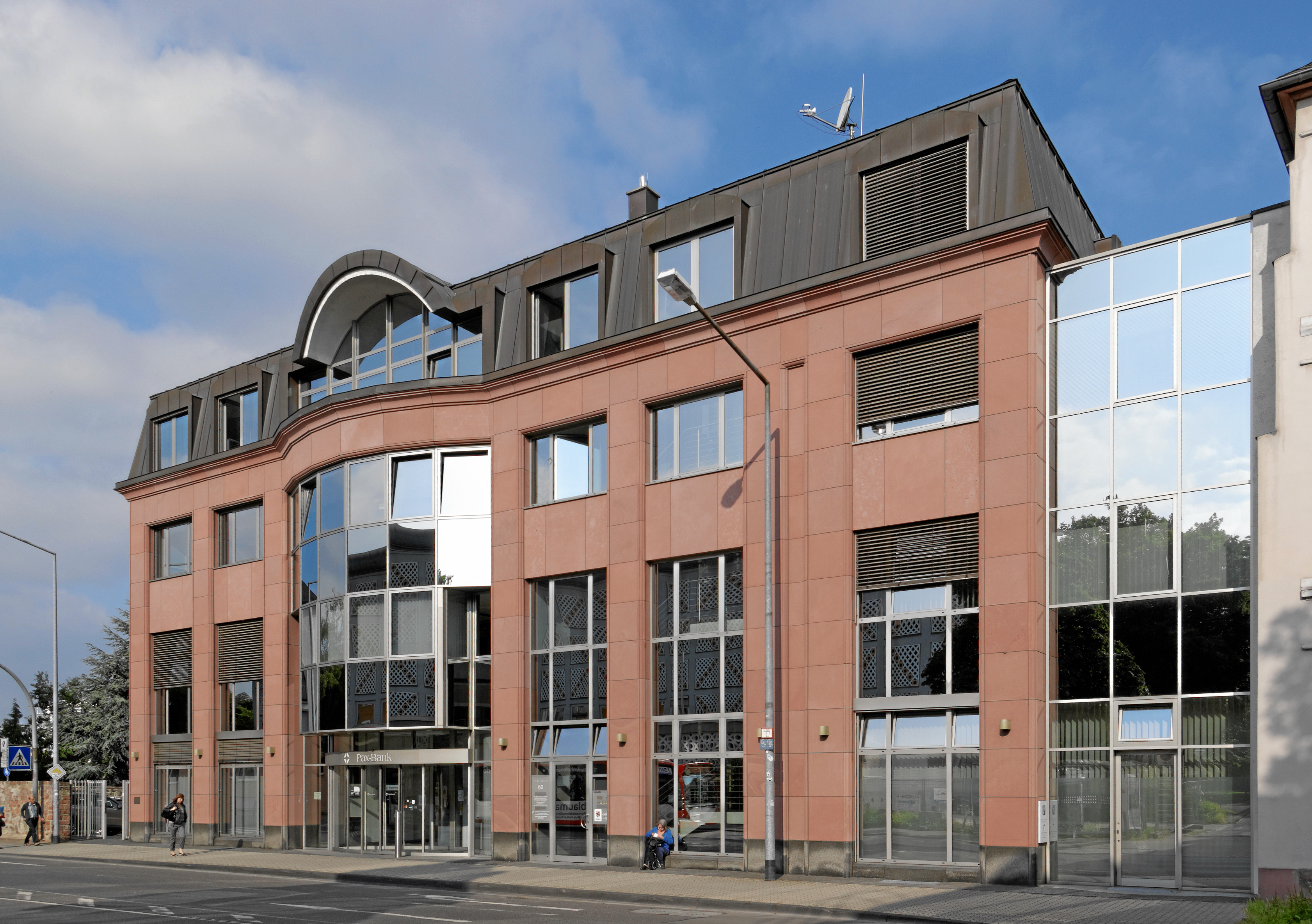
Trier, Weberbach 66, Pax-Bank
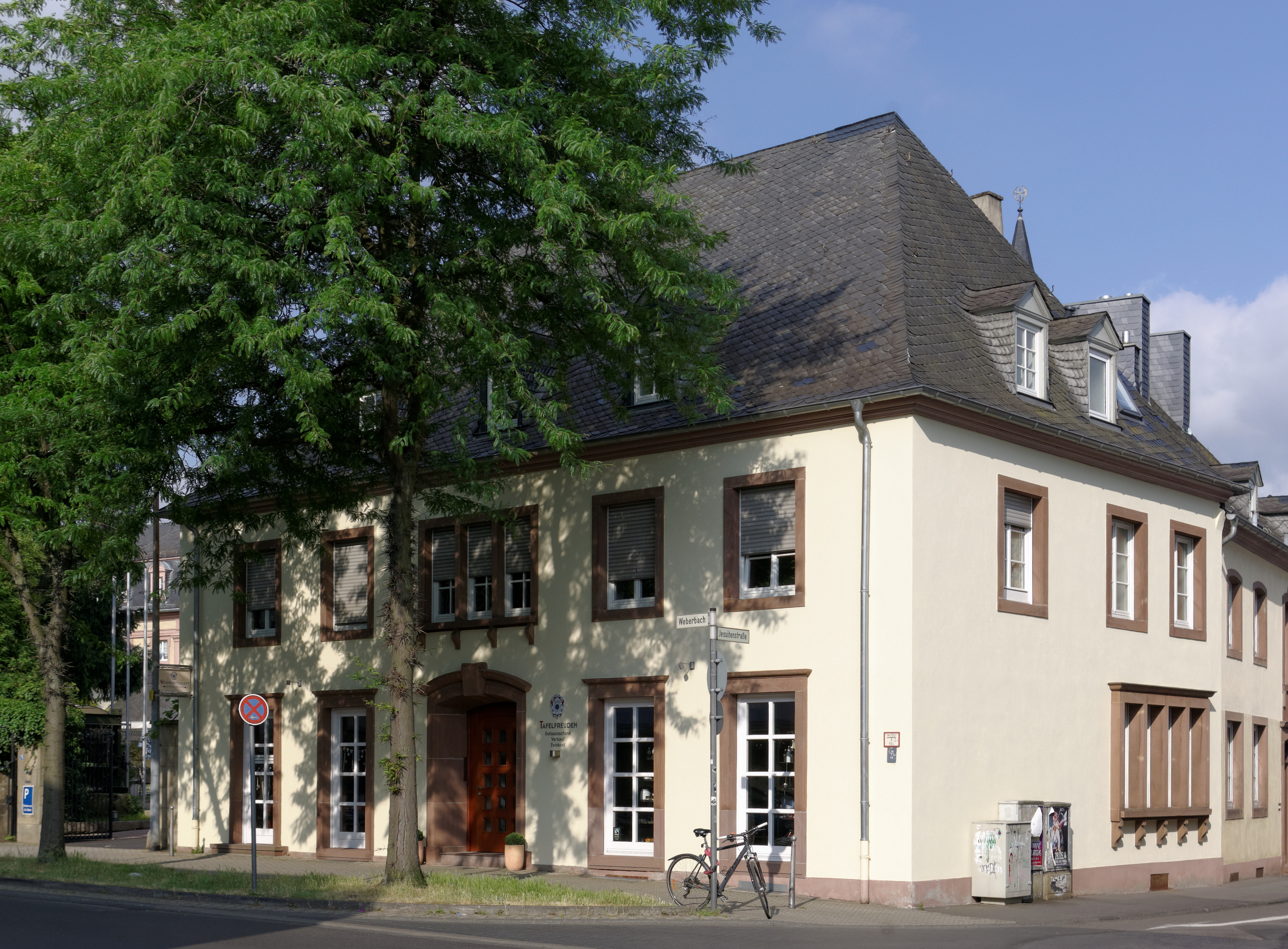
Trier, Weberbach 75